# ویلی اروین
ویلی اِروین (به انگلیسی: Willie Irvine; ۱۸ ژوئن ۱۹۴۳ – ۲۶ ژوئیهٔ ۲۰۲۵) بازیکن فوتبال اهل ایرلند شمالی بود.
از جمله باشگاه‌هایی که وی در آن‌ها بازی کرده است، می‌توان به باشگاه فوتبال پرستون نورث اند، باشگاه فوتبال برایتون اند هوو آلبیون و باشگاه فوتبال برنلی اشاره کرد.
وی همچنین در تیم‌های ملی فوتبال زیر ۲۳ سال ایرلند شمالی و ایرلند شمالی بازی کرده است.

## درگذشت
اروین، پس از تحمل یک دورهٔ بیماری، در ۲۶ ژوئیهٔ ۲۰۲۵، در سن ۸۲ سالگی درگذشت.